# Емілі Луа
Емілі Луа (фр. Émilie Loit, нар. 9 червня 1979) — колишня францька професійна тенісистка. Найвища позиція в парному рейтингу — 10, досягнута 10 листопада 2003.

## Фінали турнірів WTA

### Одиночний розряд: 3 (3 титули, 0 поразки)
| Перемога – Легенда                           |
| -------------------------------------------- |
| Турніри Великого шолома (0–0)                |
| Турніри WTA Tour (0–0)                       |
| Tier I / Premier Mandatory & Premier 5 (0–0) |
| Tier II / Premier (0–0)                      |
| Tier III, IV & V / International (3–0)       |

| Результат | Ранг | Дата            | Турнір                                  | Покриття | Опонент           | Рахунок  |
| --------- | ---- | --------------- | --------------------------------------- | -------- | ----------------- | -------- |
| Перемога  | 1.   | квітня 11, 2004 | Гран-прі принцеси Лалли Мер'єм, Марокко | Ґрунт    | Людмила Черванова | 6–2, 6–2 |
| Перемога  | 2.   | квітня 18, 2004 | Estoril Open, Португалія                | Ґрунт    | Івета Бенешова    | 7–5, 7–6 |
| Перемога  | 3.   | березня 3, 2007 | Abierto Mexicano TELCEL, Мексика        | Ґрунт    | Флавія Пеннетта   | 7–6, 6–4 |

### Парний розряд: 26 (16 титули, 10 поразки)
| Перемога – Легенда                           |
| -------------------------------------------- |
| Турніри Великого шолома (0–0)                |
| Турніри WTA Tour (0–0)                       |
| Tier I / Premier Mandatory & Premier 5 (0–0) |
| Tier II / Premier (4–5)                      |
| Tier III, IV & V / International (12–5)      |

| Результат | Ранг | Дата               | Турнір                                                     | Покриття   | Партнер               | Опонент                                              | Рахунок            |
| --------- | ---- | ------------------ | ---------------------------------------------------------- | ---------- | --------------------- | ---------------------------------------------------- | ------------------ |
| Поразка   | 1.   | 16 січня 1999      | Moorilla Hobart International, Австралія                   | Тверде     | Алексія Дешом-Баллере | Маріан де Свардт Олена Татаркова                     | 1–6, 2–6           |
| Перемога  | 1.   | листопада 21, 1999 | Pattaya Women's Open, Таїланд                              | Тверде     | Оса Карлссон          | Куликовська Євгенія Борисівна Патріція Вартуш        | 6–1, 6–4           |
| Перемога  | 2.   | січня 16, 2000     | Moorilla Hobart International, Австралія                   | Тверде     | Ріта Гранде           | Кім Клейстерс Алісія Молік                           | 6–2, 2–6, 6–3      |
| Runner–up | 2.   | 7 лютого 2000      | Open GDF Suez, Франція                                     | Килим (i)  | Оса Карлссон          | Жулі Алар-Декюжі Сандрін Тестю                       | 6-3 3-6 4-6        |
| Перемога  | 3.   | лютого 18, 2001    | Nice, Франція                                              | Килим (I)  | Анн-Гель Сідо         | Кімберлі По Наталі Тозья                             | 1–6, 6–2, 6–0      |
| Перемога  | 4.   | квітня 21, 2002    | Hungarian Ladies Open, Угорщина                            | Ґрунт      | Кетрін Берклей        | Бовіна Олена Олегівна Жофія Губачі                   | 4–6, 6–3, 6–3      |
| Поразка   | 3.   | 14 вересня 2002    | Bahia, Бразилія                                            | Тверде     | Россана де лос Ріос   | Вірхінія Руано Паскуаль Паола Суарес                 | 4–6, 1–6           |
| Поразка   | 4.   | грудня 30, 2002    | Brisbane International, Австралія                          | Тверде     | Наталі Деші           | Кузнецова Світлана Олександрівна Мартіна Навратілова | 4–6, 4–6           |
| Перемога  | 5.   | січня 12, 2003     | Richard Luton Properties Canberra International, Австралія | Тверде     | Татьяна Гарбін        | Дая Беданова Сафіна Дінара Мубінівна                 | 6–3, 3–6, 6–4      |
| Поразка   | 5.   | лютого 16, 2003    | Diamond Games, Бельгія                                     | Килим      | Наталі Деші           | Кім Клейстерс Суґіяма Ай                             | 2–6, 0–6           |
| Перемога  | 6.   | березня 2, 2003    | Abierto Mexicano TELCEL, Мексика                           | Ґрунт      | Оса Свенссон          | Петра Мандула Патріція Вартуш                        | 6–3, 6–1           |
| Поразка   | 6.   | вересня 14, 2003   | Commonwealth Bank Tennis Classic, Індонезія                | Тверде     | Ніколь Пратт          | Анжелік Віджайя Марія Венто-Кабчі                    | 5–7, 2–6           |
| Перемога  | 7.   | вересня 21, 2003   | China Open (теніс), КНР                                    | Тверде     | Ніколь Пратт          | Суґіяма Ай Тамарін Танасугарн                        | 6–3, 6–3           |
| Перемога  | 8.   | квітня 11, 2004    | Гран-прі принцеси Лалли Мер'єм, Марокко                    | Ґрунт      | Маріон Бартолі        | Ельс Калленс Катарина Среботнік                      | 6–4, 6–2           |
| Перемога  | 9.   | травня 8, 2005     | Гран-прі принцеси Лалли Мер'єм, Марокко                    | Ґрунт      | Барбора Стрицова      | Лурдес Домінгес Ліно Нурія Льягостера Вівес          | 3–6, 7–6(8–6), 7–5 |
| Перемога  | 10.  | травня 15, 2005    | ECM Prague Open, Чехія                                     | Ґрунт      | Ніколь Пратт          | Єлена Костанич Барбора Стрицова                      | 6–7(6–8), 6–4, 6–4 |
| Перемога  | 11.  | серпня 14, 2005    | Nordea Nordic Light Open, Швеція                           | Тверде     | Катарина Среботнік    | Ева Бірнерова Мара Сантанджело                       | 6–4, 6–3           |
| Перемога  | 12.  | серпня 31, 2005    | Hungarian Ladies Open, Угорщина                            | Ґрунт      | Катарина Среботнік    | Лурдес Домінгес Ліно Марта Марреро                   | 6–1, 3–6, 6–2      |
| Перемога  | 13.  | жовтня 9, 2005     | Tashkent Open, Узбекистан                                  | Тверде     | Марія Елена Камерін   | Родіонова Анастасія Іванівна Галина Воскобоєва       | 6–3, 6–0           |
| Перемога  | 14.  | жовтня 30, 2005    | Hasselt, Бельгія                                           | Тверде (i) | Катарина Среботнік    | Міхаелла Крайчек Агнеш Савай                         | 6–3, 6–4           |
| Поразка   | 7.   | січня 2, 2006      | ASB Classic, Auckland, Нова Зеландія                       | Тверде     | Барбора Стрицова      | Лиховцева Олена Олександрівна Віра Звонарьова        | 3–6, 4–6           |
| Перемога  | 15.  | січня 13, 2006     | Moorilla Hobart International, Австралія                   | Тверде     | Ніколь Пратт          | Джилл Крейбас Єлена Костанич                         | 6–2, 6–1           |
| Перемога  | 16.  | лютого 12, 2006    | Open GDF Suez, Франція                                     | Килим (i)  | Квета Пешке           | Кара Блек Ренне Стаббс                               | 7–6(7–5), 6–4      |
| Поразка   | 8.   | березня 5, 2006    | Abierto Mexicano TELCEL, Мексика                           | Ґрунт      | Асагое Сінобу         | Анна-Лена Гренефельд Меган Шонессі                   | 1–6, 3–6           |
| Поразка   | 9.   | вересня 18, 2006   | Banka Koper Slovenia Open, Словенія                        | Тверде     | Ева Бірнерова         | Луціє Градецька Рената Ворачова                      | w/o                |
| Поразка   | 10.  | березня 3, 2007    | Abierto Mexicano TELCEL, Мексика                           | Ґрунт      | Ніколь Пратт          | Аранча Парра Сантонха Лурдес Домінгес Ліно           | 3–6, 3–6           |

## Фінали ITF

### Одиночний розряд Фінали (7–5)
| Турніри $100,000 |
| Турніри $75,000  |
| Турніри $50,000  |
| Турніри $25,000  |
| Турніри $10,000  |

| Результат | Ранг | Дата              | Турнір                       | Покриття   | Опонент                   | Рахунок       |
| --------- | ---- | ----------------- | ---------------------------- | ---------- | ------------------------- | ------------- |
| Поразка   | 1.   | 26 листопада 1995 | Гавр, Франція                | Ґрунт (i)  | Селіма Сфар               | 6–0, 3–6, 4–6 |
| Поразка   | 2.   | 7 жовтня 1996     | Saint-Raphaël, Франція       | Тверде (i) | Susi Fortun Lohrmann      | 7–5, 2–6, 0–6 |
| Перемога  | 1.   | 2 лютого 1997     | Дінан (Кот-д'Армор), Франція | Ґрунт (i)  | Emmanuelle Curutchet      | 6–2, 7–6      |
| Перемога  | 2.   | 11 травня 1997    | Желос, Франція               | Ґрунт      | Karolina Jagieniak        | 6–4, 6–2      |
| Перемога  | 3.   | 1 лютого 1998     | Дінан (Кот-д'Армор), Франція | Ґрунт (i)  | Елоді Ле Бесконд          | 6–1, 6–1      |
| Перемога  | 4.   | 17 вересня 2000   | Бордо, Франція               | Ґрунт      | Любомира Бачева           | 7–5, 6–2      |
| Поразка   | 3.   | 14 жовтня 2001    | Пуатьє, Франція              | Ґрунт      | Петра Мандула             | 5–7, 6–2, 1–6 |
| Перемога  | 5.   | 14 квітня 2002    | Дінан (Кот-д'Армор), Франція | Ґрунт (i)  | Зузана Ондрашкова         | 6–2, 7–5      |
| Перемога  | 6.   | 5 травня 2002     | Кань-сюр-Мер, Франція        | Ґрунт      | Алена Вашкова             | 7–5, 3–6, 6–4 |
| Поразка   | 4.   | 16 червня 2002    | Марсель, Франція             | Ґрунт      | Кончіта Мартінес Гранадос | 2–6, 6–3, 5–7 |
| Поразка   | 5.   | 19 вересня 2004   | Бордо, Франція               | Ґрунт      | Віржіні Раззано           | 7–5, 6–2      |
| Перемога  | 7.   | 16 жовтня 2005    | Жуе-ле-Тур, Франція          | Тверде (i) | Єлена Костанич            | 6–2, 6–1      |